# Meurtres en série
Pour plus de détails, voir Fiche technique et Distribution.
Meurtres en série (Deadline for Murder: From the Files of Edna Buchanan) est un téléfilm américain réalisé par Joyce Chopra et diffusé en 1995. 

## Synopsis
À Miami, un mafieux est mystérieusement tué. Il n'y a pas de témoin du meurtre. D'après la police il s'agirait d'un conflit entre mafieux. Seule la journaliste Edna Buchanan (Elizabeth Montgomery, dans son dernier rôle) du Miami Tribune remet cette théorie en question. Avec le médecin légiste Aaron Bliss (Dean Stockwell), elle mène l'enquête pour trouver le meurtrier. Une course contre la montre commence...

## Fiche technique
genre : thriller , drame

## Distribution
- Elizabeth Montgomery : Edna Buchanan
- Yaphet Kotto : Marty Talbot
- Dean Stockwell : Aaron Bliss
- Audra Lindley : Mère de Jean/Edna
- Joe Flanigan : Scott Cameron
- Jenifer Lewis : Denice Cooper